# 山田唯菜
山田唯菜（6月21日—）是日本的女性聲優，福井縣出身。隸屬於Aksent。

## 人物
福井縣立福井商業高校畢業，高中畢業後就讀專門學校東京廣播學院放送聲優科。
中學時期在遇見自己最喜歡的作品後開始對聲優這個工作產生興趣，並立志成為聲優。

## 演出作品
※粗體字為主要角色。

### 電視動畫
2016年
- 黑骸（米拉薩）
- 三者三葉（女學生）
- Scared Rider Xechs（工作人員A）

2017年
- 偶像時間星光樂園（幸多滿[3]）
- 夏目友人帳 陸（女高中生、街上的女性）

2018年
- 藍海少女！～Advance～（女子、學生）
- 星光頻道（米茲莉）
- 琴之森
- Anima Yell!（有馬日詰[4]）

2019年
- Mysteria Friends（學生E）
- COP CRAFT（フューリー家的小孩）
- 歌舞伎町夏洛克（尾上小百合）

### 剧场版
2020年
- BURN THE WITCH（新橋乃慧琉[5]）

### 網路動畫
2023年
- BURN THE WITCH #0.8（新橋乃慧琉[6]）

### 遊戲
2018年
- 閃耀幻想曲（有馬日詰[7]）
- 怪物彈珠（2018年 - 2024年 美麗雙熊〈姊〉、千利休、羅西妲、瑟雷納德〈女性〉、蒼凪美索菈、古蘭蒂歐索）

2020年
- BLEACH Brave Souls（新橋乃慧琉）

2024年
- 餓殍：明末千里行（翠兒）

## 外部連結
- 事務所官方簡歷 （页面存档备份，存于）（日語）
- 山田唯菜的X（前Twitter）（日語）